# Groß Ringmar
Groß Ringmar ist ein Ortsteil der Stadt Bassum im niedersächsischen Landkreis Diepholz. In dem Dorf leben etwa 260 Einwohner.

## Geografie

### Lage
Groß Ringmar liegt im Westen der Stadt Bassum, vier Kilometer südwestlich vom Kernort Bassum entfernt. Die Ortschaft Groß Ringmar besteht aus Groß und Klein Ringmar.

### Nachbarorte
Nachbarorte sind – von Norden aus im Uhrzeigersinn – Klein Köhren, Groß Henstedt, Bassum (Zentrum), Wedehorn, Stelle, Abbenhausen und Beckeln.

## Geschichte
Seit der Gebietsreform, die am 1. März 1974 in Kraft trat, ist die vorher selbstständige Gemeinde Groß Ringmar eine von 16 Ortschaften der Stadt Bassum.

## Politik
| Ortschaft Groß Ringmar (seit 1974) | Ortschaft Groß Ringmar (seit 1974) | Ortschaft Groß Ringmar (seit 1974) | Ortschaft Groß Ringmar (seit 1974) |
| Amtszeit                           | Amtszeit                           | Name                               | Partei                             |
| ---------------------------------- | ---------------------------------- | ---------------------------------- | ---------------------------------- |
| 19. September 1974                 | 14. November 2001                  | Fritz Rathkamp                     | CDU                                |
| 15. November 2001                  | 8. November 2011                   | Silke Rathkamp                     | CDU                                |
| 9. November 2011                   | heute                              | André Bartels                      | CDU                                |

## Einwohnerentwicklung
| Jahr      | 1925 | 1933 | 1939 | 1975 | 1980 | 1985 | 1990 | 1995 | 1997 | 1998 | 1999 | 2015 | 2020 |
| --------- | ---- | ---- | ---- | ---- | ---- | ---- | ---- | ---- | ---- | ---- | ---- | ---- | ---- |
| Einwohner | 173  | 380  | 394  | 251  | 233  | 232  | 196  | 208  | 238  | 252  | 264  | 227  | 256  |

## Straßen
Groß Ringmar liegt fernab des großen Verkehrs:
- Die Bundesautobahn 1 verläuft 16 km entfernt nordwestlich.
- Die von Bassum (Kernort) über Twistringen, Barnstorf und Diepholz nach Osnabrück führende Bundesstraße 51 verläuft südöstlich, einen Kilometer entfernt.
- Die von Bassum (Kernort) über Sulingen und Uchte nach Minden führende Bundesstraße 61 verläuft westlich, fünf Kilometer entfernt.
- Die Bundesstraße 6 von Bremen über Nienburg nach Hannover verläuft nordöstlich in 14 km Entfernung.

In Groß Ringmar gibt es keine Straßenbezeichnungen, sondern nur Hausnummern, an denen sich Einwohner, Postboten, Lieferanten und Besucher orientieren.